# Melle, Osnabrück
Melle là một thành phố ở huyện Osnabrück, Lower Saxony, Đức. Đô thị này có diện tích 254 km². Thành phố này gồm các thị trấn Melle-Mitte, Buer, Bruchmühlen, Gesmold, Neuenkirchen, Oldendorf, Riemsloh và Wellingholzhausen.